# Melaleuca nematophylla
Melaleuca nematophylla là một loài thực vật có hoa trong Họ Đào kim nương. Loài này được F.Muell. ex Craven mô tả khoa học đầu tiên năm 1999.